# Khost wa Firing (distrikt)
Khost wa Firing är ett distrikt i Afghanistan. Det ligger i provinsen Baghlan, i den nordöstra delen av landet, 160 kilometer norr om huvudstaden Kabul. Administrativ huvudort är Khost wa Firing.
Distriktet beräknades år 2022 ha cirka 74 000 invånare.